# Liste der Kulturdenkmäler in Ramberg (Pfalz)
In der Liste der Kulturdenkmäler in Ramberg sind alle Kulturdenkmäler der rheinland-pfälzischen Ortsgemeinde Ramberg aufgeführt. Grundlage ist die Denkmalliste des Landes Rheinland-Pfalz (Stand: 14. August 2023).

## Denkmalzonen
| Bezeichnung                                 | Lage                                       | Baujahr         | Beschreibung | Bild                           |
| ------------------------------------------- | ------------------------------------------ | --------------- | --- | ------------------------------ |
| Denkmalzone Burgruine Meistersel (Modeneck) | nordöstlich des Ortes Lage                 | 11. Jahrhundert | im 11. Jahrhundert gegründet; Besitz des Bischofs von Speyer, im Dreißigjährigen Krieg zerstört; die Hauptburg auf schmaler Felsenbank mit Überresten zweier Palasbauten, wohl aus der zweiten Hälfte des 13. Jahrhunderts, runder Brunnenschacht, gotische Torreste | weitere Bilder Fotos hochladen |
| Denkmalzone Burgruine Ramburg               | nördlich des Ortes auf dem Schloßkopf Lage | 12. Jahrhundert | im 12. Jahrhundert wohl als Reichsburg gegründet, Zerstörung im Dreißigjährigen Krieg; auf einem Bergkegel am Talende gelegene kleine Anlage auf einem Felsblock, 20 m hohe buckelquaderverkleidete Schildmauer, Ringmauerreste und ein Felsenkeller erhalten        | weitere Bilder Fotos hochladen |

## Einzeldenkmäler
| Bezeichnung                            | Lage                                       | Baujahr                   | Beschreibung | Bild                           |
| -------------------------------------- | ------------------------------------------ | ------------------------- | --- | ------------------------------ |
| Wohnhaus                               | Burgstraße 4 Lage                          | 1736                      | barockes Fachwerkhaus, teilweise massiv, bezeichnet 1736                                                                     | Fotos hochladen                |
| Katholische Pfarrkirche St. Laurentius | Hauptstraße Lage                           | 1832/33                   | klassizistischer Saalbau, 1832/33, Architekt Flörchinger nach durch Leo von Klenze überarbeitetem Plan                       | weitere Bilder Fotos hochladen |
| Bürstenbindermuseum                    | Hauptstraße 20 Lage                        | Ende des 19. Jahrhunderts | ehemalige Bürstenfabrik Vogt, Ende des 19. Jahrhunderts; spätgründerzeitliche Werkhalle, Backstein, mehrteilige Schaufassade | weitere Bilder Fotos hochladen |
| Gemeindehaus                           | Hauptstraße 32 Lage                        | um 1740                   | ehemaliges Gemeindehaus; barockes Fachwerkhaus, teilweise massiv, Skulpturennische, um 1740                                  | weitere Bilder Fotos hochladen |
| Katholisches Pfarrhaus                 | Hauptstraße 34 Lage                        | 1911/12                   | L-förmiger Krüppelwalmdachbau, teilweise Fachwerk, Heimatschutzstil, 1911/12                                                 | weitere Bilder Fotos hochladen |
| Modenbacherhof                         | nordöstlich des Ortes im Modenbachtal Lage | um 1800                   | stattlicher Putzbau, wohl um 1800                                                                                            | weitere Bilder Fotos hochladen |

## Ehemalige Kulturdenkmäler
| Bezeichnung | Lage                        | Baujahr         | Beschreibung                                                                               | Bild |
| ----------- | --------------------------- | --------------- | ------------------------------------------------------------------------------------------ | ---- |
| Marienfigur | Hauptstraße, an Nr. 18 Lage | 18. Jahrhundert | Marienfigur; barocke Immakulata, 18. Jahrhundert; Objekt nicht auffindbar, Haus abgerissen | BW   |